# Морли, Энтони
Энтони Морли (англ. Anthony Morley; р. 1972) — британский шеф-повар, фотомодель, победитель конкурса «Мистер гей Великобритания — 1993». В апреле 2008 обвинён в убийстве и частичном поедании своего любовника. Приговорён королевским судом города Лидс (графство Уэст-Йоркшир)  к пожизненному заключению с правом на освобождение через 30 лет.

## Биография
Энтони Морли родился в 1972 году. В начале 1990-х годов он работал танцором в клубах и мечтал сделать карьеру в профессиональном балете, но сломал лодыжку. После этого Морли стал фотомоделью, а в 1993 году получил титул «Мистер гей-Великобритания», став первым победителем в истории этого конкурса. За несколько лет до убийства Морли сменил профессию и работал шеф-поваром в одном из ресторанов Лидса.

### Убийство Дэмиена Олдфилда
В апреле 2008 года Энтони Морли встретился со своим любовником Дэмьеном Олдфилдом (Damien Oldfield). После просмотра кинофильма «Горбатая гора» Олдфилд попытался совершить с Морли половой акт. Как утверждал Морли, поведение любовника пробудило в нем тяжелые воспоминания о перенесенном в детстве сексуальном домогательстве. Морли напал на Олдфилда с ножом и перерезал ему горло. Следователи установили, что жертва была уже мертва, когда преступник продолжал бить ее ножом. Убедившись, что Олдфилд скончался, Морли отрезал кусок от его бедра и решил его зажарить. Разрубив внушительного размера кусок человеческого мяса на несколько частей пожарил его на оливковом масле со специями и немного съел.
Через некоторое время Морли в окровавленном халате и шлепанцах зашел в близлежащий кулинарный магазин и сообщил персоналу и полиции, что убил человека, пытавшегося его изнасиловать. При осмотре места происшествия полицейские обнаружили на кухне пять кусков мяса с хрустящей корочкой и кровью внутри, а еще один, надкусанный, нашли в мусорном ведре. Как утверждает Морли, он не ел мясо Олдфилда, а лишь снял пробу. Впоследствии на суде Энтони Морли заявил, что вообще не помнит факта убийства.

### Суд
Судебно-психиатрические экспертизы, проведенные во время следствия, показали, что Морли вменяем и может отвечать за свои поступки. Как рассказывали на суде свидетели, знавшие Морли лично, в прошлом он не проявлял никаких склонностей к насилию. Присяжные признали Энтони Морли полностью виновным в умышленном убийстве. Он был приговорён к пожизненному заключению с правом просить о досрочном освобождении не раньше чем через 30 лет. Решение Королевского суда Лидса было встречено аплодисментами. В тюрьме Морли стал поваром.